# هونغ كونغ ضد إنتر ميامي
مباراة تاتلر إكسفيست في هونغ كونغ: هونغ كونغ ضد إنتر ميامي كانت مباراة كرة قدم استعراضية بين فريق هونغ كونغ وإنتر ميامي الأمريكي أقيمت في ملعب هونغ كونغ في 4 فبراير 2024. فاز إنتر ميامي في المباراة بنتيجة 4-1، لكن غياب ليونيل ميسي، نجم الفريق، أحبط العديد من مشترِي التذاكر وأعضاء الحكومة. هذه المباراة المكلفة والمُعلن عنها بشكل كبير، والتي كانت تهدف إلى تعزيز سمعة هونغ كونغ في استضافة الأحداث الكبرى، تحولت إلى جدل عُرف باسم فوضى ميسي (بالإنجليزية: Messi Mess)‏ و(بالصينية: 美斯之亂).
كانت منظم الحدث تاتلر آسيا، وهي مجلة أزياء بلا خبرة في تنظيم الأحداث الرياضية، مضللة أثناء وبعد المباراة بشأن مشاركة ميسي المتوقعة ومعرفتها بذلك، وفي النهاية وافقت على استرداد نصف أسعار التذاكر القياسية. وأفاد ميسي وإنتر ميامي بأنه لم يشارك بسبب تقييم طبي، بينما اتهم بعض المعلقين ووسائل الإعلام المدعومة من الدولة ومسؤولون حكوميون صينيون ميسي بمشاعر معادية للصين. هذا الموقف تسبب في توترات جيوسياسية بين الأرجنتين والصين واليابان وهونغ كونغ والولايات المتحدة.

## الخلفية
على الرغم من أن حكومة هونغ كونغ قد ألغت جميع القيود المتعلقة بالجائحة في أوائل 2023، إلا أنها لم تجذب زيارات من العديد من المشاهير من الصف الأول. يُقال إن فرض قانون الأمن الوطني في 2020، وتباطؤ نمو الاقتصاد الصيني، وتكهنات حول تراجع سوق هونغ كونغ للأوراق المالية، قد قللت من جاذبية المدينة. لذلك قررت الحكومة تعزيز الاقتصاد من خلال تنظيم أحداث عالمية المستوى، بهدف الترويج لهونغ كونغ وتحفيز إنفاق الجمهور.

### الإعلان
وفقًا لمقابلة مع بوي كوان-كاي، رئيس اتحاد هونغ كونغ لكرة القدم، كان قد تم التخطيط لمباراة استعراضية لإنتر ميامي في شانغهاي، وكان من المقرر أن تقام في نوفمبر 2023، ولكنها ألغيت بسبب تأخير في التصاريح. نظرًا لأن الشركة المنظمة في شنغهاي كانت قد دفعت العربون وكان لدى الفريق خطط سفر، فقد تواصل وسطاء مع بوي معبرين عن رغبتهم في أن تتولى هونغ كونغ المباراة. وكان من المتوقع أن تكون قيمة رسوم الظهور حوالي 10 ملايين دولار أمريكي، حيث دفعت شانغهاي 3 ملايين دولار. ومع ذلك، قال بوي إنه رفض العرض بشكل قاطع بسبب السعر "الخيالي" و"غير الواقعي". وأشار بوي إلى أن المباراة أصبحت ممكنة لاحقًا بفضل حكومة هونغ كونغ، وتم جدولتها في 2024.

### الحدث
نظرًا لكونها واحدة من أولى الفعاليات الكبرى في هونغ كونغ بعد الجائحة، أعلن إنتر ميامي في ديسمبر 2023 أنه سيسافر إلى آسيا في فبراير من أجل أول جولة دولية للنادي، وأن الفريق سيلعب مباراة في هونغ كونغ في 4 فبراير، ضد فريق هونغ كونغ. كانت الجولة ستنظمها مجلة تاتلر آسيا، وهي مجلة أزياء تستهدف النخبة الثرية وليس لديها خبرة سابقة في استضافة الفعاليات الرياضية. وتم الإبلاغ عن أن النجم الأرجنتيني ليونيل ميسي، الفائز بكأس العالم 2022 والذي زار هونغ كونغ سابقًا في 2014، ولاعب كرة القدم الأوروغواني لويس سواريز، سيكونان ضمن الجولة.
قامت "تاتلر آسيا" والمسؤولون في هونغ كونغ بالترويج للحدث باعتباره "أعلى مستوى من مباريات كرة القدم في العالم" وأبرز حدث رياضي في هونغ كونغ لهذا العام. كان من المتوقع أن يحضر السياح الصينيون وجنوب شرق آسيا، مما سيظهر قدرة المدينة على أن تكون "عاصمة الفعاليات في آسيا". قال كيفن يانغ، سكرتير الثقافة والرياضة والسياحة في هونغ كونغ، إن الحكومة قدمت منحة مساوية بقيمة 16 مليون دولار من خلال برنامج دعم أحداث "M Mark" ووافقت على مجموعة من تدابير الدعم لـ "تاتلر آسيا"، بما في ذلك منحة تأجير المكان.

### مبيعات التذاكر

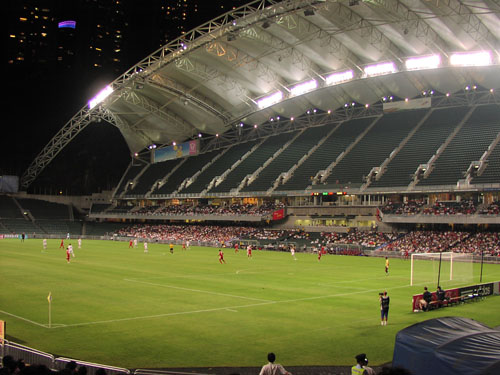
ملعب هونغ كونغ الذي احتضن اللقاء بين فريق هونغ كونغ وإنتر ميامي

أقيمت المباراة في ملعب هونغ كونغ، حيث تم طرح التذاكر للبيع في يناير 2024 بأسعار تتراوح بين 800 إلى 4800 دولار، مما جعلها تُسجل كأغلى تذاكر كرة قدم في المدينة. ومع الترويج المكثف، حاول أكثر من 2 مليون مشجع شراء التذاكر عبر الإنترنت، وتم بيع جميع التذاكر خلال ساعة واحدة.
ومع ذلك، كانت "تاتلر آسيا" مترددة بشأن مشاركة ميسي، حيث زعمت أنه لم يكن هناك اتفاق رسمي وأن القرار النهائي يعود للمدرب بشأن اللاعبين المشاركين. ولكن مصدر حكومي رفيع المستوى نفى ذلك، مشيرًا إلى أن هناك "بنوداً تعاقدية تنص على أن ميسي سيلعب في المباراة، باستثناء حالات المرض أو الإصابة".

### المباريات السابقة
قبل هذه المباراة لعب إنتر ميامي في كأس موسم الرياض 2024 ضد الهلال السعودي في 29 يناير وضد النصر السعودي في 1 فبراير. تم استبدال ميسي بعد 87 دقيقة من المباراة ضد الهلال، وأفيد بأنه شعر بعدم الراحة بعدها؛ لكنه استأنف تدريباته في 31 يناير. وبسبب طلبات بموجب شروط العقد، لعب ميسي لمدة 7 دقائق كبديل في المباراة ضد النصر، على الرغم من نصيحة ناديه بالراحة لبضعة أيام. وقد أثار ذلك القلق بشأن احتمال إصابته.

## الوصول والتدريب

### الوصول
بعد انتهاء المباراة في السعودية، وصلت رحلة إنتر ميامي المتأخرة إلى مطار هونغ كونغ الدولي في الساعة الثانية والنصف بعد الظهر بالتوقيت المحلي في 2 فبراير، مما أدى إلى تأخير مراسم الاستقبال لمدة ساعة. نزل المدرب خيراردو مارتينو والطاقم، بما في ذلك ميسي وسواريز، من الطائرة وشاركوا في جلسة تصوير على مدرج المطار. ثم، وعلى ما يبدو بسبب التعب من الحرارة، صعدوا إلى الحافلة دون الرد على أسئلة الصحفيين، رغم الطلبات من مضيف الحفل للبقاء.
بعد حوالي عشر دقائق، وصل مسؤولون من هونغ كونغ، بما في ذلك مفوض الرياضة سام وونغ، مع مالك إنتر ميامي خورخي ماس والمدير التنفيذي لتاتلر آسيان ميشيل لامونيير، والتقطوا صورًا مع مجموعة من الأطفال الذين كانوا يأملون في لقاء لاعبي كرة القدم. بينما ظل الفريق في الحافلة وغادر المطار بعد بضع دقائق.
في مؤتمر صحفي لاحق في ذلك اليوم، قال مارتينو إن ميسي شعر بألم خفيف في عضلة الفخذ الخلفية وخضع لتصوير بالرنين المغناطيسي في وقت سابق من الأسبوع لتقييم المشكلة. وأوضح أنهم سينتظرون حتى يوم المباراة لاتخاذ قرار بشأن إمكانية مشاركة ميسي. وأكد مارتينو أن الطموح هو أن يلعب ميسي أكبر عدد ممكن من الدقائق، لكنه سيكون بالتأكيد على أرض الملعب.

### التدريب المفتوح

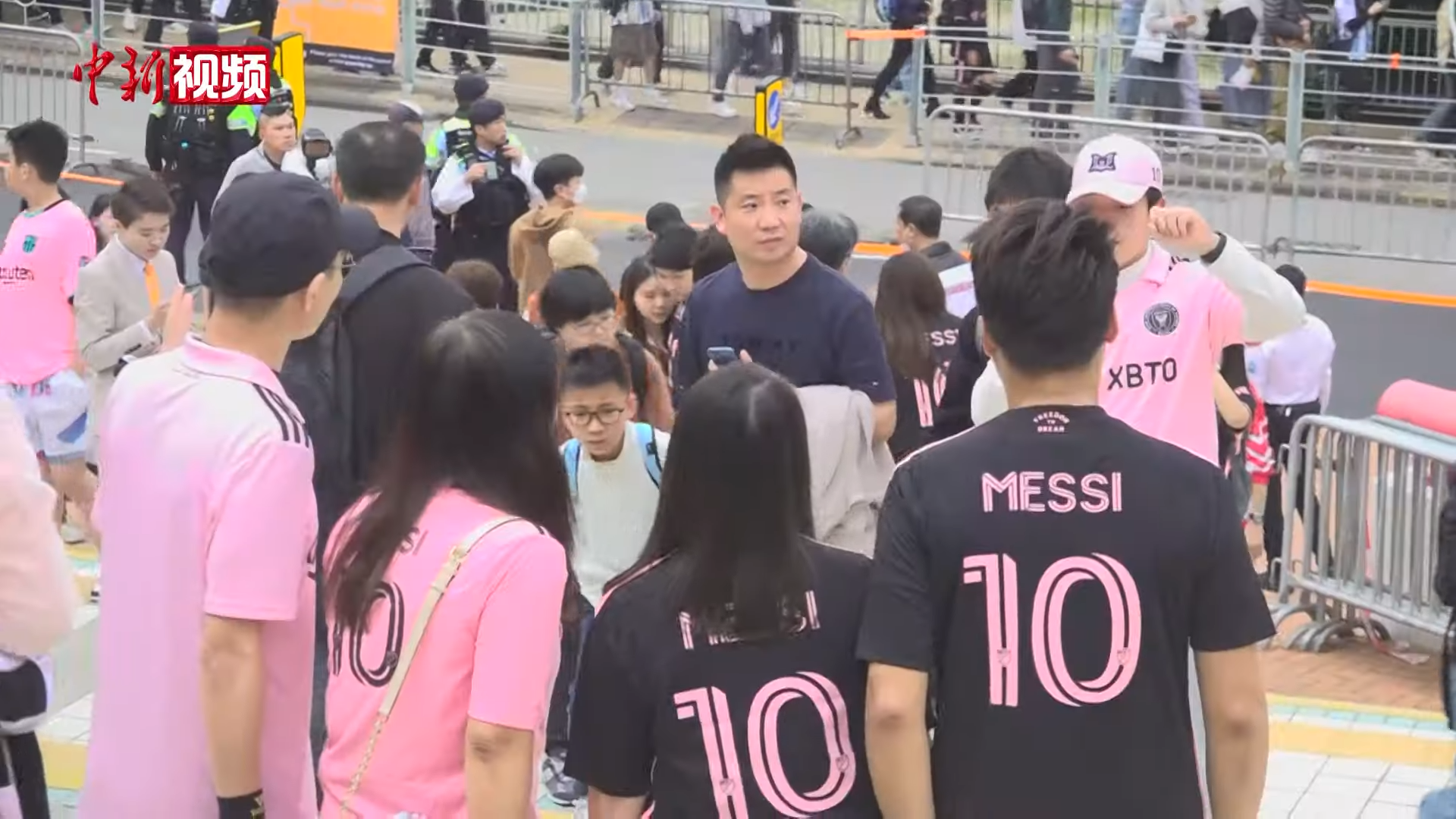
معجبون يرتدون قمصان ميسي بينما انتشرت حماسة ميسي في هونغ كونغ

شارك ميسي وزملاؤه في إنتر ميامي في جلسة تدريب مفتوحة في وقت لاحق من ذلك اليوم، حيث حضرها رقم قياسي بلغ 39,916 مشجعًا، بأسعار تذاكر تتراوح بين 580 و780 دولار هونغ كونغي. تم توزيع حوالي 15,000 تذكرة مجانية من قبل الحكومة ومنظمة "لاوريوس سبورت فور جود" واتحاد كرة القدم في هونغ كونغ على منظمات المجتمع المحلي والطلاب والشباب والرياضيين من ذوي الاحتياجات الخاصة.
عند استقباله من قبل الحشود الكبيرة، ظهر ميسي بعد 15 دقيقة من زملائه ولوح للجماهير. ومع ذلك، لم يشارك ميسي وسواريز في التدريب بنفس القدر مثل زملائهم، حيث قام ميسي بتمارين تمديد الظهر بدلاً من ذلك.
ظهر ديفيد بيكهام، مالك النادي المشارك ورئيسه، الذي وصل قبل الفريق، وشكر الحاضرين على "الترحيب الخاص". وتعرض للتوقف من قبل أحد المقتحمين الذين طلبوا التقاط صورة سيلفي معه، مما أدى إلى إنهاء الحدث مبكرًا، حيث بقي لاعبو ميامي فقط 40 دقيقة من أصل 90 دقيقة مجدولة.
شارك نادي ميامي أيضًا في عيادة تدريبية لـ80 طفلًا محليًا، حيث تم رصد ميسي وبيكهام وهما يلعبان مع الأطفال.

### الفعاليات الخاصة
نظمت "تاتلر آسيا" جلسة لقاء وتحية لمدة 30 دقيقة مع لاعبي إنتر ميامي، بسعر 150,000 HK$، وجلسة توقيع أوتوجراف بسعر 120,000 HK$.
اجتمع ميسي، وجوردي ألبا، وسيرجيو بوسكيتس من إنتر ميامي، مع اثنين من الأطفال الذين يعانون من مرض شديد من مؤسسة ميك أ ويش هونغ كونغ، ووقعوا لهم على التذاكر.

## المباراة

### التفاصيل
في منشور على وسائل التواصل الاجتماعي لإنتر ميامي، لم يتم تضمين ميسي في التشكيلة الأساسية، بينما تم إدراج سواريز كبديل. ومع ذلك، أظهرت موقع اتحاد هونغ كونغ لكرة القدم وقائمة الفريق الموقعة من قبل موظفي النادي والمقدمة للجهات المسؤولة عن المباراة أن ميسي كان مدرجًا كبديل في القائمة. على الجانب الآخر تكون فريق هونغ كونغ من أبرز نجوم دوري هونغ كونغ الممتاز.
| فريق هونغ كونغ | 1 - 4 | إنتر ميامي                                            |
| -------------- | ----- | ----------------------------------------------------- |
| - أنير 43'     | تقرير | - تايلور 40' - سندرلاند 50' - كامبانا 56' - سيلور 85' |

| فريق هونغ كونغ | إنتر ميامي |

| GK          | 1  | ياب هونغ فاي    |  | HT' |     |
| RB          | 22 | تيموثي تشو      |  | 68' |     |
| CB          | 15 | خوسيه أنخيل     |  | HT' |     |
| CB          | 26 | أوليفر غيربيغ   |  | HT' |     |
| LB          | 3  | لي نغاي هوي     |  | HT' |     |
| RW          | 17 | ميكائيل         |  | HT' |     |
| MF          | 27 | ماركوس غوندرا   |  | HT' |     |
| LW          | 16 | تشان سيو كوان   |  | HT' |     |
| RF          | 8  | إيفرتون كامارغو |  | HT' |     |
| CF          | 7  | رسلان مينغازوف  |  | HT' |     |
| LF          | 9  | هنري أنير       |  | HT' |     |
| البدلاء:    |    |                 |  |     |     |
| GK          | 18 | بونغ تشيوك هاي  |  | 84' |     |
| GK          | 19 | تسي كا وينغ     |  | HT' | 84' |
| RB          | 2  | كالم هول        |  | HT' |     |
| MF          | 4  | تشارلي سكوت     |  | HT' |     |
| CB          | 5  | دانييل ألمازون  |  | HT' |     |
| FW          | 10 | لام لوك هي      |  | 84' |     |
| MF          | 11 | كلايتون         |  | HT' |     |
| LF          | 12 | ميتشيل باوليسن  |  | HT' |     |
| WG          | 13 | جيل             |  | HT' | 84' |
| FW          | 14 | ياكوب يانتشر    |  | HT' |     |
| MF          | 20 | نسام إبراهيم    |  | HT' | 84' |
| LB          | 21 | جوردان لام      |  | HT' |     |
| WG          | 23 | محمد أوال       |  | 84' |     |
| MF          | 24 | نغان تشيوك بان  |  | 68' |     |
| المدرب:     |    |                 |  |     |     |
| يورن أندرسن |    |                 |  |     |     |

| GK              | 13 | سي جيه دوس سانتوس |  |     |
| RB              | 2  | دي أندري يدلن     |  |     |
| CB              | 6  | توماس أفيليس      |  | 88' |
| CB              | 27 | سيرخي كريفتسوف    |  | 31' |
| LB              | 32 | نواه ألن          |  | 62' |
| RM              | 24 | يوليان غرسل       |  | 80' |
| CM              | 26 | غريغوري           |  |     |
| CM              | 43 | لاوسون سندرلاند   |  | 80' |
| LM              | 16 | روبرت تايلور      |  |     |
| AM              | 41 | دافيد رويز        |  | 62' |
| FW              | 8  | ليوناردو كامبانا  |  | 80' |
| البدلاء:        |    |                   |  |     |
| GK              | 1  | دريك كالندر       |  |     |
| GK              | 99 | كول جنسن          |  |     |
| DM              | 6  | سيرجيو بوسكيتس    |  | 62' |
| FW              | 9  | لويس سواريز       |  |     |
| FW              | 10 | ليونيل ميسي       |  |     |
| DF              | 15 | ريان سيلور        |  | 31' |
| LB              | 18 | جوردي ألبا        |  | 62' |
| MF              | 42 | يانيك برايت       |  | 80' |
| FW              | 49 | شانيدر بورجلين    |  | 80' |
| MF              | 55 | تايلر هول         |  | 88' |
| FW              | 62 | إسرائيل بوترايت   |  | 80' |
| المدرب:         |    |                   |  |     |
| خيراردو مارتينو |    |                   |  |     |

### قبل المباراة

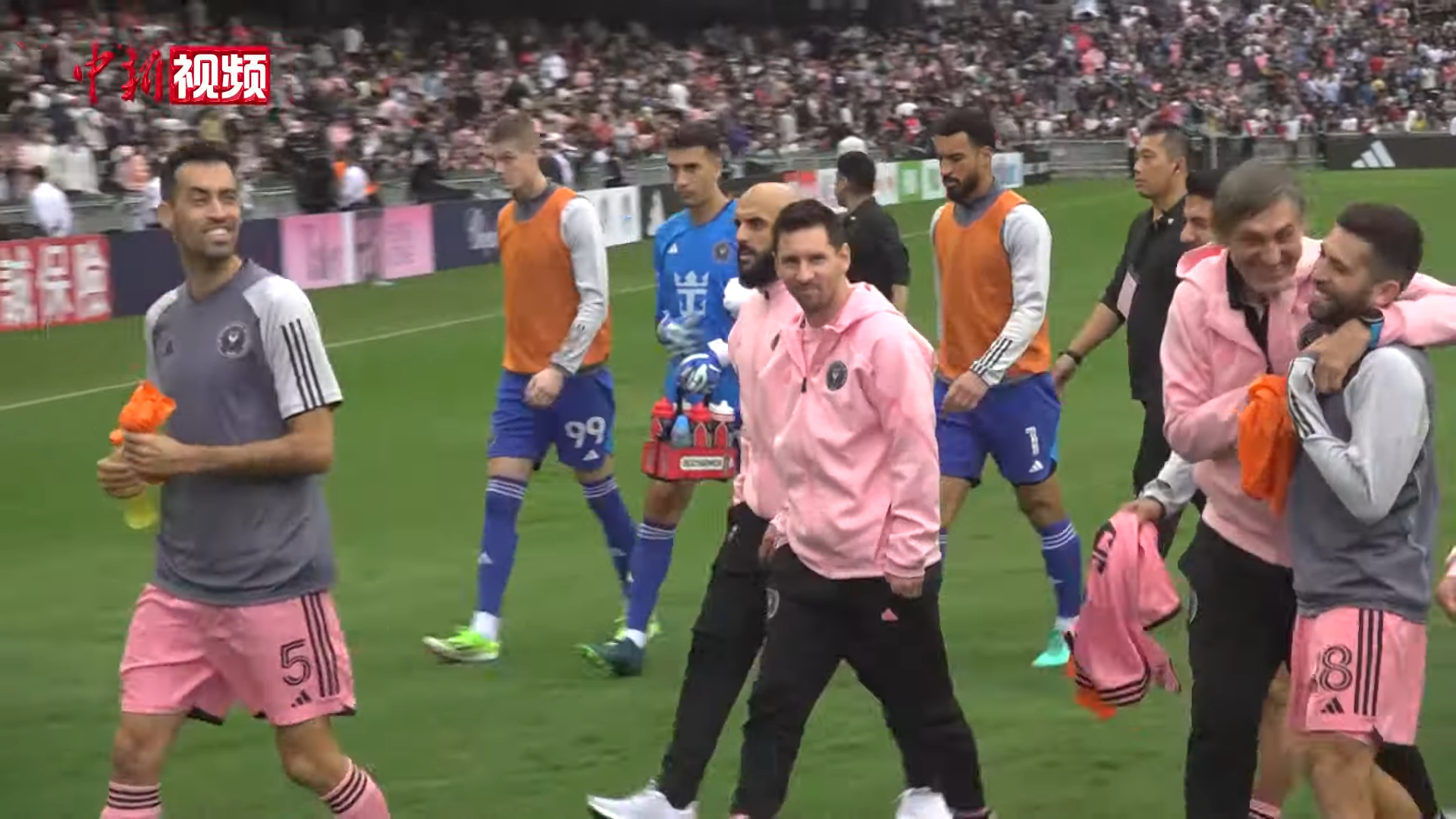
ميسي قبل المباراة

في الساعة 12:30 ظهرًا، تم فتح ملعب هونغ كونغ للجماهير قبل ثلاث ساعات ونصف من بداية المباراة المقررة في الساعة 4 مساءً. وتم تسجيل الحضور عند 38,417، بينما ذكرت بعض وسائل الإعلام الرقم كـ38,323.
دخل لاعبو الفريقين إلى الملعب حوالي الساعة 3 مساءً للإحماء، لكن ميسي وسواريز كانا غائبيْن. كان هناك وزراء حكوميون، بما في ذلك يانغ ووزير المالية بول تشان، بالإضافة إلى رجال أعمال ومشاهير. تم رؤية رئيس الحكومة في هونغ كونغ جون لي وهو يتحدث مع بيكهام، كما كان هناك الممثل توني ليونغ وزوجته الممثلة كارينا لاؤ، حيث التقوا بمالك النادي لالتقاط صور.
قدّم أنسون لو وكيونغ تو من فرقة "MIRROR" المحلية ثلاث أغاني كترفيه قبل المباراة. تم الإعلان عن التشكيلة في الساعة 3:55 مساءً، حيث ظهر ميسي وسواريز وجلسا على مقاعد البدلاء.

### تفاصيل المباراة
بدأت المباراة في الساعة 4:07 مساءً. في الدقيقة 40، قام تايلور بمراوغة إلى اليسار من زاوية منطقة الجزاء وسدد كرة متقنة تجاوزت حارس المرمى، مسجلًا الهدف الأول لإنتر ميامي. بعد ثلاث دقائق، رد هونغ كونغ بهدف من أنير، مما عادل النتيجة في الشوط الأول.
في الشوط الثاني، استقبل سندرلاند تمريرة عرضية من المدافع واستعاد التقدم لإنتر ميامي في الدقيقة 50، تلاه هدف آخر لكامبانا بعد تلقيه تمريرة في منطقة الجزاء من سندرلاند، وسجل في الدقيقة 56. في الدقيقة 62، انضم لاعبا برشلونة السابقان ألبا وبوسكيتس إلى أرض الملعب. تم تسجيل الهدف الأخير في الدقيقة 85 عندما سجل سيلور هدفًا برأسية، ليختتم المباراة بنتيجة 1-4 لصالح إنتر ميامي.

### ميسي وسواريز على مقاعد البدلاء

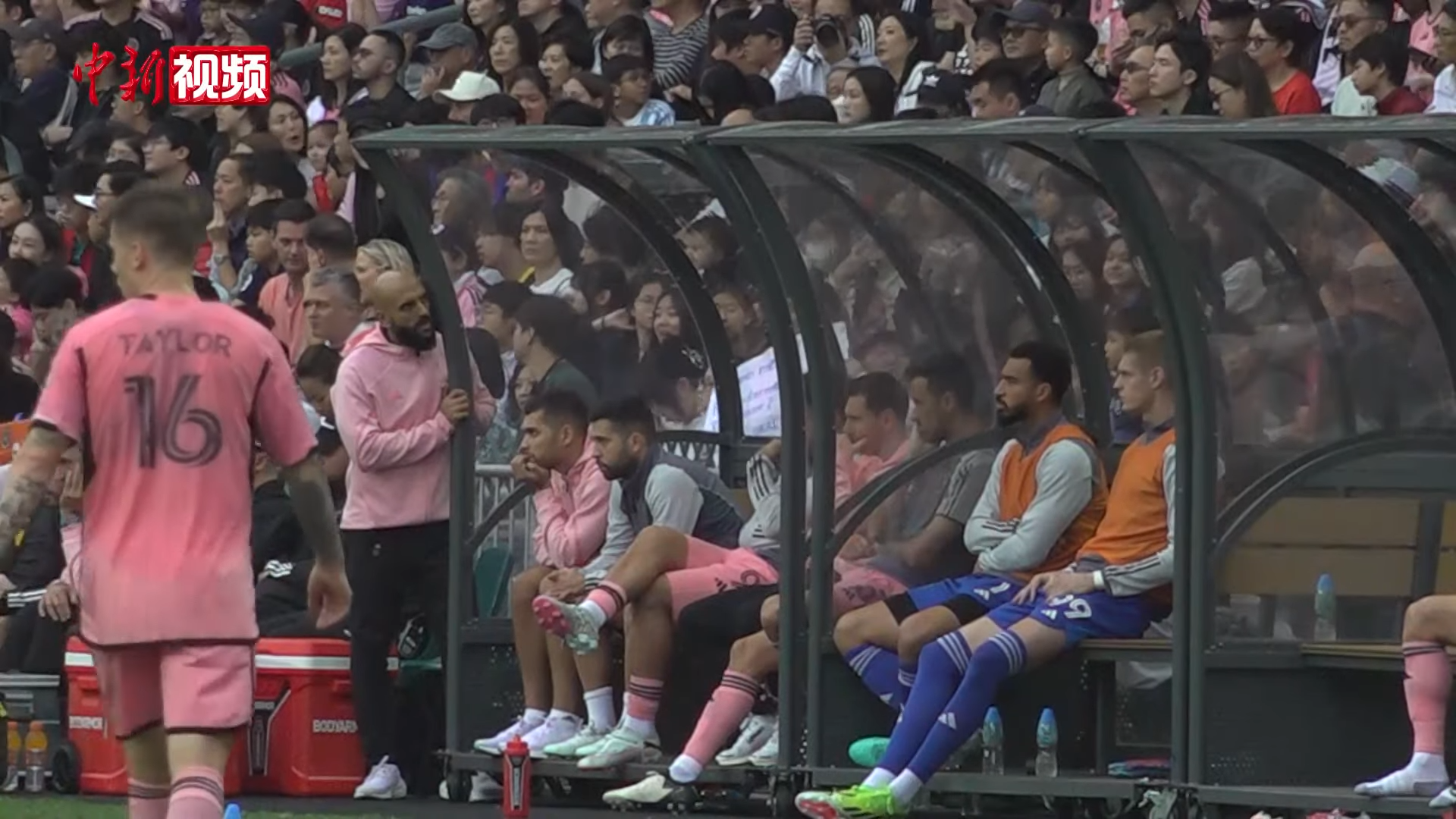
ميسي رفقة لاعبي إنتر ميامي على مقاعد الاحتياط

نظرًا لأن العديد من المشجعين اشتروا التذاكر خصيصًا لرؤية النجم ميسي، كانت تُسمع هتافات "ميسي" طوال المباراة. ومع وضوح أن ميسي لن يلعب، ارتفعت صيحات الاستهجان وهتافات "استرداد الأموال" أو (回水) باللغة الكانتونية خلال العشر دقائق الأخيرة، حيث غادر بعض المتفرجين. تصاعدت الهتافات في النهاية عند صافرة الحكم.
فشل سواريز في اللعب بسبب إصابة في ركبته، بينما أُفيد أن ميسي، الذي كان يرتدي السروال، دخل غرفة الملابس خلال استراحة الشوطين.
بعد المباراة، تم تقديم كأس للفريق الزائر، لكن الاستهجان استمر في مواجهة اللاعبين. وقف ميسي في الخلف لالتقاط صور الفريق ثم توجه مباشرة إلى غرفة الملابس بعد ذلك. شكر بيكهام سكان هونغ كونغ على "الترحيب الرائع"، وأعرب عن أمله في العودة يومًا ما لتقديم المزيد من الترفيه. لكن كلماته غُطيت بصيحات الاستهجان رغم دعوة المذيع للاحتفاظ بالاحترام. وعندما تجول حول الملعب ليشكر المشجعين، وقع توقيعًا لمشجع اقتحم الملعب والتقط صورة سيلفي معه.

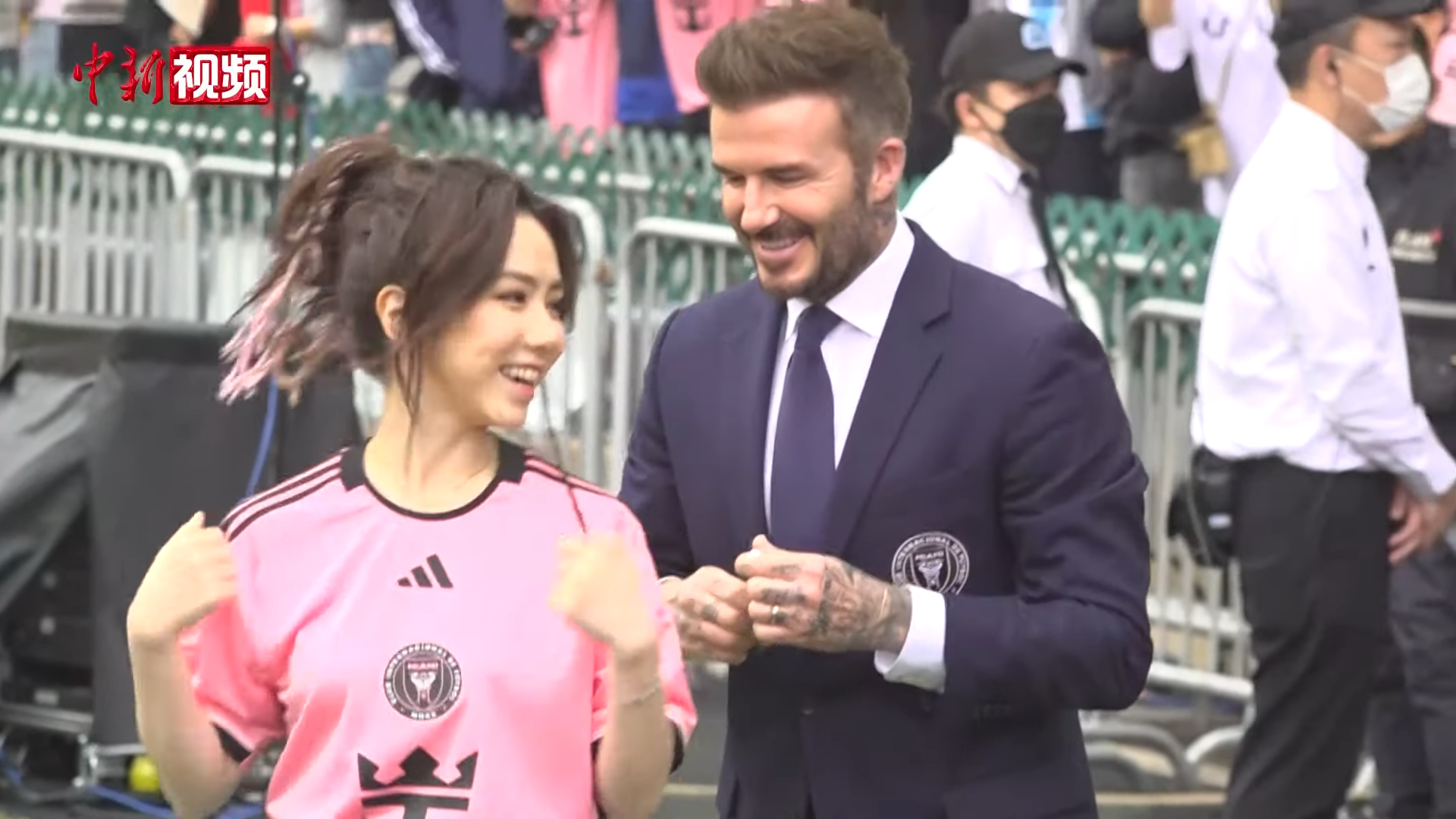
جي.إي.إم. مع ديفيد بيكهام بعد المباراة

اختتمت الحدث النجمة المحلية جي.إي.إم. بأغنية "Amazing Grace" وإصدار إسباني من أغنيتها "Gloria"، لكن ذلك لم يهدئ جميع الإحباطات. بعض المشجعين وجهوا غضبهم نحو الإعلانات المحيطة بالاستاد، حيث تم تمزيق رأس ميسي من إحدى اللوحات.

### تصريحات مارتينو بعد المباراة

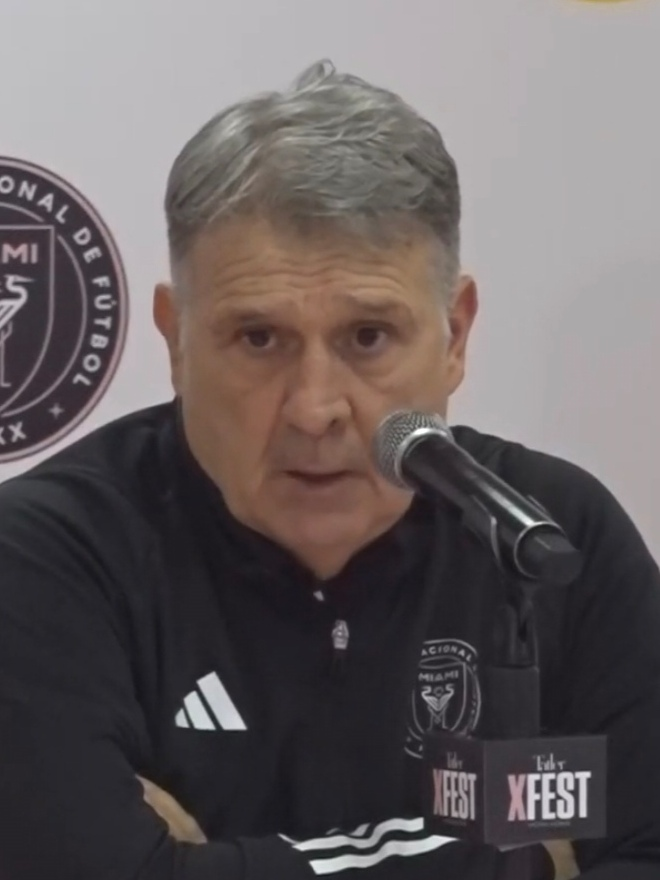
خيراردو مارتينو في المؤتمر الصحفي بعد المباراة

حضر مارتينو المؤتمر الصحفي بعد المباراة وكان معتذرًا. شكر سكان هونغ كونغ على ترحيبهم وأكد أن الفريق تم التعامل معه بشكل جيد للغاية. دافع عن قرار عدم إرسال ميسي وسواريز إلى الملعب، موضحًا أنه لم يكن هناك فرصة لهما للعب. وقال: "نفهم أن الجماهير شعرت بخيبة أمل كبيرة ونطلب عذراً منهم. نتمنى لو كان بإمكاننا إرسالهما إلى الملعب لفترة، لكن المخاطر كانت كبيرة جدًا."
وأضاف أن ميسي كان يعاني من التهاب في العضلات، بينما كانت ركبتي سواريز متورمة من المباراة السابقة في السعودية. وأكد مارتينو أن القرار جاء من الفريق الطبي في الصباح بعد تقييم حالتهم البدنية، وأنهم كانوا مضطرين أيضًا لأخذ التزاماتهم في الاعتبار مع بداية موسم الدوري الأمريكي لكرة القدم 2024.

### ردود الفعل
أصدرت حكومة هونغ كونغ بيانًا في الساعة 7:32 مساءً، أي بعد حوالي ساعة ونصف من انتهاء المباراة.

وجاء فيه: 
كما أضاف البيان أن المباراة حصلت على وضع M Mark، مع منحة مطابقة بقيمة 15 مليون دولار هونغ كونغي، ومنحة بقيمة 1 مليون دولار لاستئجار المكان من قبل لجنة الأحداث الرياضية الكبرى (MSEC). وأشار إلى أن اللجنة ستتخذ إجراءات ضد "تاتلر آسيان"، بما في ذلك "خفض مبلغ التمويل بسبب عدم لعب ميسي في المباراة".
تبع ذلك بيان آخر بعد بضع ساعات ينتقد المنظم لفشله في تقديم تفسير مفصل بشكل عاجل، وميسي لعدم توضيحه لغيابه، مشيرًا إلى أن "طريقة تعامل المنظم وإنتر ميامي مع الوضع لم تكن في مستوى توقعات المشجعين الذين قدموا دعمًا قويًا لميسي، خاصة أولئك الزوار الذين جاءوا من بعيد لمشاهدة المباراة."
في وقت لاحق من ذلك اليوم، أصدرت مجلة "تاتلر آسيا" بيانًا عبّرت فيه عن "خيبة أمل شديدة" بسبب غياب ميسي، لكنها أوضحت أنه "رغم بعض التقارير الإخبارية، لم يكن لدى تاتلر أي معلومات حول عدم المشاركة." وتم تطويق الفندق الذي أقامت فيه إنتر ميامي بواسطة الشرطة كإجراء احترازي.

## الرد السياسي

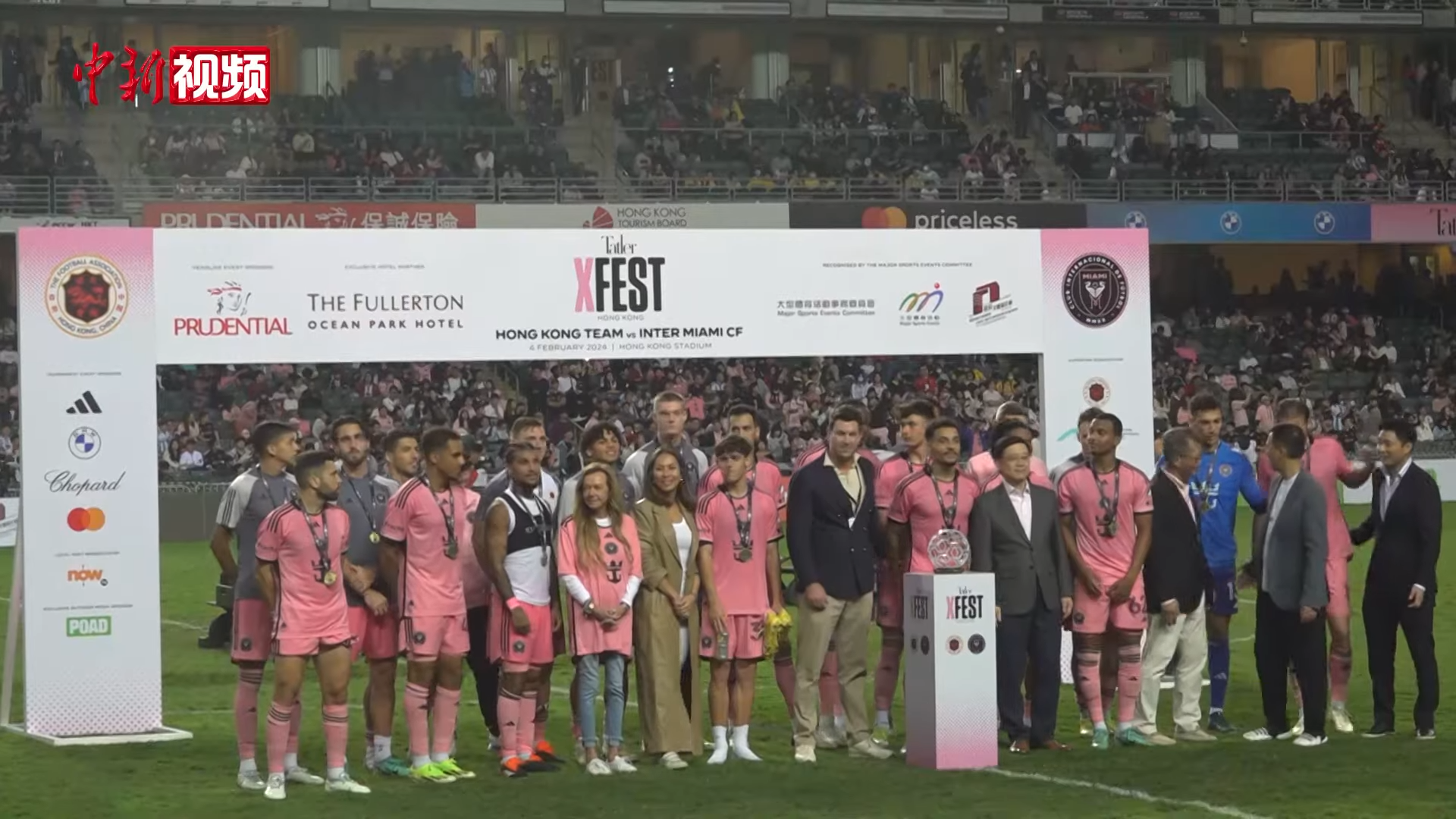
Hong Kong v Inter Miami

مع انخراط الحكومة في الدعاية للمباراة ودعم المنظمين، ومع الاهتمام الواسع من وسائل الإعلام الدولية بالحدث الضخم الذي أُطلق عليه "فوضى ميسي"، زادت تدقيقات قدرة هونغ كونغ على أن تكون "عاصمة الأحداث". قال المشرع المؤيد لبكين، مايكل تين، إن الفوضى قد أضرت بسمعة المدينة، وأعرب وزير المالية السابق، جون تسنغ، عن قلقه من أن العواقب السياسية قد تؤذي هذه السمعة بشكل لا مفر منه. استمرت الفضيحة في التصاعد طوال الأسبوع، مع ظهور مزاعم مناهضة للصين ونظريات مؤامرة.
في عام 2017، أرسل ميسي صورة موقعة إلى الحائز على جائزة نوبل للسلام 2010، ليو شياوبو، عبر هاورد لام، عضو الحزب الديمقراطي في هونغ كونغ. اعتبر البعض ذلك دعماً لليو الذي كان مسجونًا بتهمة التحريض. تجنب ميسي مصافحة المسؤولين في هونغ كونغ، وخلال تقديم الجوائز، مر بجانب جون لي، الذي فرضت عليه الولايات المتحدة عقوبات بسبب "تقويض استقلالية هونغ كونغ". وقف ميسي في الزاوية أثناء التقاط الصور الرسمية.
يُذكر أنه في 7 فبراير، أي بعد جولة هونغ كونغ، شارك ميسي في مباراة ودية مع إنتر ميامي في اليابان ضد فيسيل كوبي بعد أن انضم للتدريب المفتوح في اليوم السابق. دخل الملعب في الدقيقة 60 ولعب لأكثر من 30 دقيقة، حيث لقي تصفيقًا حارًا من الجماهير. انتهت المباراة بفوز فيسيل كوبي بركلات الترجيح 4–3. بعد المباراة، نشر ميسي رسالة على ويبو، أعرب فيها عن أسفه لعدم تمكنه من اللعب في هونغ كونغ بسبب إصابة في الفخذ، وأكد أنه دائمًا يرغب في المشاركة وأنه يأمل في العودة إلى هونغ كونغ والصين قريبًا.
أثار التباين الكبير بين أداء ميسي في هونغ كونغ واليابان بعد ثلاثة أيام فقط، انتباه وسائل الإعلام والمسؤولين في هونغ كونغ. طلبت إدارة الثقافة والرياضة والسياحة تفسيرًا معقولًا لهذا الأمر، ووصفت "تاتلر آسيا" الوضع بأنه "صفعة أخرى على الوجه". وتكهن البعض بأن ميسي لم يكن مصابًا، وانتقدوه كونه شخصًا غير صادق ينبغي عليه المغادرة. انتقدت افتتاحية في صحيفة غلوبال تايمز التي تديرها الدولة الصينية تفسير إنتر ميامي وميسي بأنه "غير مقنع" وحثت الفريق على تقديم "تفسير معقول". كما حذرت من احتمال وجود "دوافع سياسية":
ريجينا لاو، منسقة المجلس التنفيذي، كتبت على منصة X (تويتر سابقاً): "يكره سكان هونغ كونغ ميسي وإنتر ميامي و'اليد السوداء' وراءهم، بسبب الإهانة المتعمدة والمخططة لهونغ كونغ". وأضافت أنه يجب على هونغ كونغ ألا تسمح لميسي بزيارة المدينة مرة أخرى. ورغم اعترافها بعدم وجود أدلة على تدخل خارجي، قالت: "تصرف ميسي كما لو كان تحت توجيه سياسي يمنعه من اللعب، أو مصافحة الرئيس التنفيذي لهونغ كونغ، أو التحدث، أو الابتسام، أو التحية لمشجعي هونغ كونغ. لقد اعتذر في طوكيو. لماذا لا يفعل ذلك في هونغ كونغ؟" كما تساءل هو تشيجين، المدير السابق لصحيفة "غلوبال تايمز"، عن هذه الظروف.
أعاد نادي إنتر ميامي التأكيد على أسفه لعدم لعب ميسي، مشيرة إلى أن الإصابات "جزء مؤسف من اللعبة الجميلة"، وأنه ليس خطأ أحد عندما يتعرض اللاعبون للإصابة في كرة القدم.
برزت نظرية مؤامرة أخرى استهدفت المالك المشارك الكوبي-الأمريكي لإنتر ميامي، خورخي ماس، الذي كان مرتبطًا بالرئيس الأمريكي السابق رونالد ريغان. وقد رأى البعض أن هذه العلاقة تشير إلى إمكانية وجود تدخل مرتبط بالولايات المتحدة. كما أشارت بعض الأصوات المؤيدة لبكين، بما في ذلك صحيفة "تا كونغ باو"، إلى وجود صلة بين الحادث ووكالة الاستخبارات المركزية الأمريكية عبر والد ماس الراحل، خورخي ماس كانوسا، الذي تم تدريبه من قبل وكالة المخابرات المركزية خلال الستينيات لغزو خليج الخنازير.
أطلق الوطنيون الصينيون على الإنترنت، المعروفون باسم "ليتل بينك"، هجومًا كبيرًا على حسابات ميسي على إنستغرام وويبو. وكان من بين الرسائل: "الصين لا ترحب بالأقزام مثلك، ويرجى إخبار مشجعي كرة القدم الأرجنتينيين أن جزر فوكلاند تعود لإنجلترا." وتكررت تعليقات مماثلة في حساب السفارة الأرجنتينية في بكين.
في 19 فبراير، نشر ميسي فيديو مدته دقيقتان باللغة الإسبانية، أكد فيه للجماهير أن ما قيل عن عدم مشاركته في المباراة لأسباب سياسية "غير صحيح تمامًا"، وكرر أنه كان يعاني من التهاب في عضلات الساق. كما أرسل "أطيب تمنياته" للصين: "لقد كانت لدي علاقة وثيقة وخاصة مع الصين. لقد قمت بالعديد من الأنشطة هناك: مقابلات، مباريات، وفعاليات. كما لعبت هناك عدة مرات مع نادي برشلونة والمنتخب الوطني الأرجنتيني."

### ردود الفعل السلبية
كان من المقرر أن يلعب منتخب الأرجنتين الوطني مباراتين وديتين دوليتين في مارس، ضد منتخبي نيجيريا في هانغتشو وساحل العاج في بكين. لكن في 9 فبراير، أعلنت السلطات الرياضية في هانغتشو أن المباراة قد ألغيت لأسباب "معروفة حاليًا" وأن "الظروف لعقد المباراة الودية ليست ناضجة". وفي اليوم التالي، أعلنت السلطات في بكين أن الحكومة "لا تخطط حاليًا لاستضافة المسابقات ذات الصلة التي سيشارك فيها ميسي". نتيجة لذلك، علقت جمعية كرة القدم الصينية شراكتها مع جمعية كرة القدم الأرجنتينية بسبب الحادث. وتم استبدال المباريات الودية الملغاة بمباراتين في الولايات المتحدة ضد السلفادور وكوستاريكا على التوالي. ومع ذلك، لم يشارك ميسي في أي من المباراتين بسبب إصابة في أوتار الركبة تعرض لها خلال مباراة ضد نادي ناشفيل في كأس أبطال الكونكاكاف 2024.
كما قامت قناة 5-CCTV الرياضية الحكومية الصينية باستبدال لقطات لميسي وهو يفوز بكأس العالم في برنامج تلفزيوني بلقطات لفوز فيليب لام في عام 2014. لكن تم إزالة ذلك سريعًا عندما تم إدراك أن لام كان قد انتقد سابقًا مشاكل حقوق الإنسان في الصين ودعا الرياضيين في الدول الديمقراطية إلى إعلان موقفهم السياسي. وتم حذف إعلان لميسي من الهواء، بينما استمرت إعلانات أخرى على الرغم من الضغوط من مستخدمي وسائل التواصل الاجتماعي الصينية.